# Bahía Portete
Bahía Portete es una pequeña bahía del Caribe ubicada al nororiente de la península de La Guajira, en Colombia, su único centro poblado es Puerto Nuevo. Entre las numerosas bahías y golfos de la Guajira es una de las más privilegiadas a causa de su profundidad y de la protección que le brinda la ensenada. Así mismo por la cercanía de las minas de carbón del Cerrejón, fue escogida como el lugar ideal para construir Puerto Bolívar, uno de los puertos mineros más importantes del país.
El 16 de abril de 2004 ocurrió la masacre de Bahía Portete, perpetrada por paramilitares de las  AUC en una población wayúu. El balance fue de doce muertos, un desaparecido y 600 personas que huyeron a Venezuela según la Organización Nacional Indígena de Colombia.